# NASPAコスモスガーデン

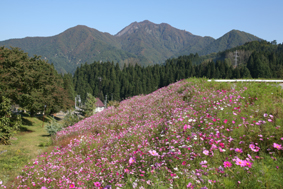
飯士山を望む

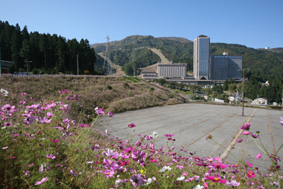
NASPAスキーガーデン第4駐車場を望む

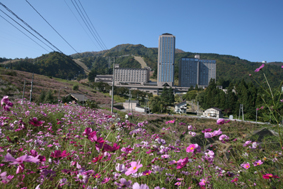
大峰山 (湯沢町)を望む

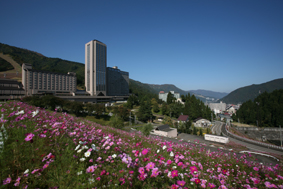
越後湯沢駅を望む

NASPAコスモスガーデン（ナスパコスモスガーデン）は、新潟県南魚沼郡湯沢町にある花のテーマパーク。
コスモスは湯沢町の花である。

## 概要
- 開園：2007年（平成19年）に、ホテル開業15周年記念事業としてゲレンデと旧三国街道沿いに整備した。
- 敷地面積：150,000m2（日本最大級）
- 所在地：新潟県南魚沼郡湯沢町湯沢2117-9
- 開花時期：10月上旬～11月上旬
- 料金：入場料&駐車場（2,000台）無料

## アクセス
- 車：関越自動車道湯沢ICより約5分。
- 鉄道：上越新幹線越後湯沢駅より徒歩約10分。